# Рыльков, Александр Владимирович
Александр Владимирович Рыльков (28 июля 1935, Павлодар — 2 мая 2016) — советский и российский учёный, профессор кафедры геологии месторождений нефти и газа ТюмГНГУ, заслуженный геолог РСФСР. В 1999—2002 годах директор ЗапСибНИГНИ.

## Биография
Родился 28 июля 1935 года в г. Павлодар (Казахская Советская Социалистическая Республика).
Окончил Томский политехнический институт (1958). Работа:
- 1958—1962 — коллектор, инженер-геолог, старший геолог в тресте «Минусинскнефтегазразведка» и в поисковой партии Красноярского ГУ;
- 1962—1964 — старший геолог в Тюменском филиале Сибирского научно-исследовательского института геологии, геофизики и минерального сырья (СНИИГГИМС);
- 1964—1998 — с.н.с., зав. сектором, зав. отделом, зав. отделением ЗапСибНИГНИ;
- 1998—1999 — заведующий отделением в Тюменском ГНГУ;
- 1999—2002 — директор ЗапСибНИГНИ (Западно-Сибирского научно-исследовательского геолого-разведочного нефтяного института Министерства геологии СССР).

Профессор кафедры геологии месторождений нефти и газа ТюмГНГУ.
Вёл исследования по изучению геологии и нефтегазоносности Западной Сибири.
Один из ответственных исполнителей пересчётов ресурсов углеводородов в Западно-Сибирской провинции в оценках на начало 1983, 1988, 1993 гг.
Автор более 300 научных трудов, в том числе 12 монографий.
Кандидат геолого-минералогических наук (1968). Заслуженный геолог РСФСР (1989).
Умер 2 мая 2016 года после тяжёлой продолжительной болезни.